# Burmannia sanariapoana
Burmannia sanariapoana är en enhjärtbladig växtart som beskrevs av Julian Alfred Steyermark. Burmannia sanariapoana ingår i släktet Burmannia och familjen Burmanniaceae. Inga underarter finns listade i Catalogue of Life.